# Chupaca (tỉnh)
Tỉnh Chupaca (tiếng Tây Ban Nha: Provincia de Chupaca) là một tỉnh thuộc vùng Junín của Peru. Tỉnh Chupaca có diện tích 1153 km², dân số thời điểm theo điều tra dân số ngày 11 tháng 7 năm 1993 là 47843 người. Tỉnh lỵ đóng ở Chupaca.